# Akulinowka
Akulinowka (ros. Акулиновка) – wieś w Rosji, w obwodzie biełgorodzkim, w rejonie borisowskim. W 2010 liczyła 462 mieszkańców.